# Oleg Tabakov
Oleg Tabakov, född 17 augusti 1935 i Saratov, död 12 mars 2018 i Moskva, var en rysk och sovjetisk skådespelare, teaterdirektör och teaterpedagog. Tabakov verkade som skådespelare sedan 1950-talet och medverkade i många sovjetiska filmer, exempelvis Krig och fred 1967 och den Oscarsbelönade Moskva tror inte på tårar 1980. Han var också konstnärlig ledare vid Konstnärliga teatern.

## Utmärkelser
- Sovjetunionens statliga pris,  1967
- Hedersmärke-orden,  27 oktober 1967
- Förtjänstfull konstnär i Ryska SFSR,  25 december 1969
- Jubileumsmedalj ”För firandet av 100-årsdagen av Vladimir Lenins födelse”,  1970
- Folkets konstnär i Ryska SFSR,  7 januari 1977
- Arbetets Röda Fanas orden,  28 juni 1982
- Folkets artist i Sovjetunionen,  12 januari 1988
- Folkens vänskapsorden,  10 november 1993[11]
- Gyllene väduren,  1995
- Guldmasken,  1996
- Tjajkapriset,  1997
- Ryska federationens statspris,  1997
- Ryska fäderneslandets förtjänstorden av 3:e graden,  23 oktober 1998[12]
- Kristallturandot,  1999
- Ryska federationens presidentiella tacksamhetscertifikat,  20 maj 2002[13]
- Kristallturandot,  2004
- Tjajkapriset,  2004
- Terra Mariana-korsets orden, tredje graden,  2005
- Ryska fäderneslandets förtjänstorden av andra graden,  17 augusti 2005[14]
- Nationalpriset "Årets ryss",  2006
- Ryska fäderneslandets förtjänstorden av första graden,  17 augusti 2010[15]
- Hedersintyg från Ryska federationen,  21 augusti 2010[16]
- Kristallturandot,  2011
- Officer av Hederslegionen,  2013
- Figaropriset,  2013
- Ryska fäderneslandets förtjänstorden av 4:e graden,  29 juni 2015[17]
- Guldmasken,  2017
- Hedersmedborgare i Mordvinien
- Terra Mariana-korsets orden[18]
- Vänskapsnyckelns orden
- ”Veteran av arbetet”-medaljen
- Tatarstans medalj för tappert arbete[18]
- Medalj till minne av Moskvas 850-årsdag
- Ryska federationens presidents pris[18]

[Redigera Wikidata]